# Thelephorales
Ordre
Les Thelephorales sont un ordre de champignons basidiomycètes dans la classe des agaricomycètes. C'est dans cet ordre que l'on rencontre en Europe les Sarcodons.

## Définition
L'ordre des Thelephorales ou clade telephoroïde comprend des corticioïdes et des champignons hydnoïdes, avec quelques polypores et espèces clavarioïde. Tous les champignons de l'ordre des Thelephorales sont ectomycorhiziens. Peu ont une importance économique, mais le Sarcodon est comestible et parfois commercialisé.

## Les origines
Bien que l'ordre des Thelephorales eût déjà été mentionné par EJH Corner en 1968, il n'a été officiellement publiée qu'en 1976, lorsque l'allemand mycologue Franz Oberwinkler le décrit en premier comme englobant les familles Thelephoraceae et Bankeraceae.

## Situation actuelle
La recherche moléculaire, basée sur l'analyse cladistique des séquences d'ADN, confirme le concept morphologique des Thelephorales, indiquant que l'ordre forme un groupe distinct au sein des Agaricomycètes, et proche des Polyporales,

## Habitat et de la distribution
Tous les champignons de l'ordre sont ectomycorhiziens, formant des associations mutuellement bénéfiques avec les racines des arbres vivants. La répartition des Thelephorales est cosmopolite. Selon une estimation de 2008, l'ordre contient 18 genres et près de 250 espèces dans le monde.

## Phylogramme des Thelephorales
- Agaricomycetes
  - Phallomycetidae
  - Clade Polyporoïde
    - Clade des Polyporales
    -  Clade des Thelephorales
      - Bankeraceae
      - Thelephoraceae

  - Clade des Russulales
  - Agaricomycetidae

## Taxonomie desThelephorales

### Famille desBankeraceae

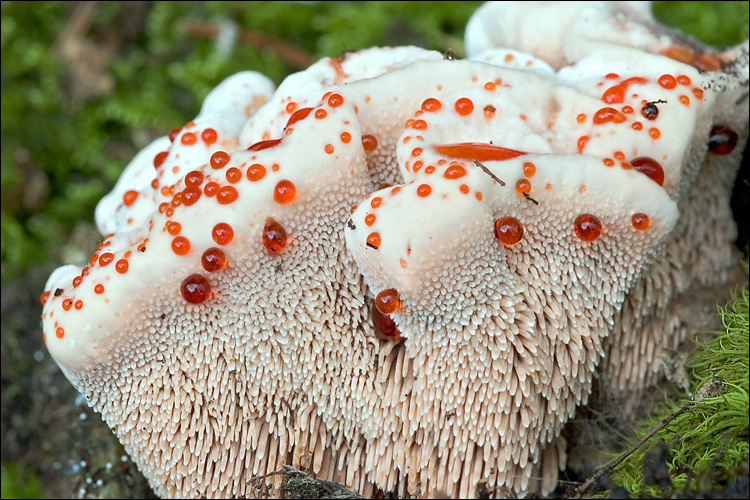
Le genre Hydnellum est une Bankeraceae.

- genre Bankera
- genre Boletopsis
- genre Corneroporus
- genre Hydnellum
- genre Phellodon
- genre Sarcodon

### Famille desThelephoraceae

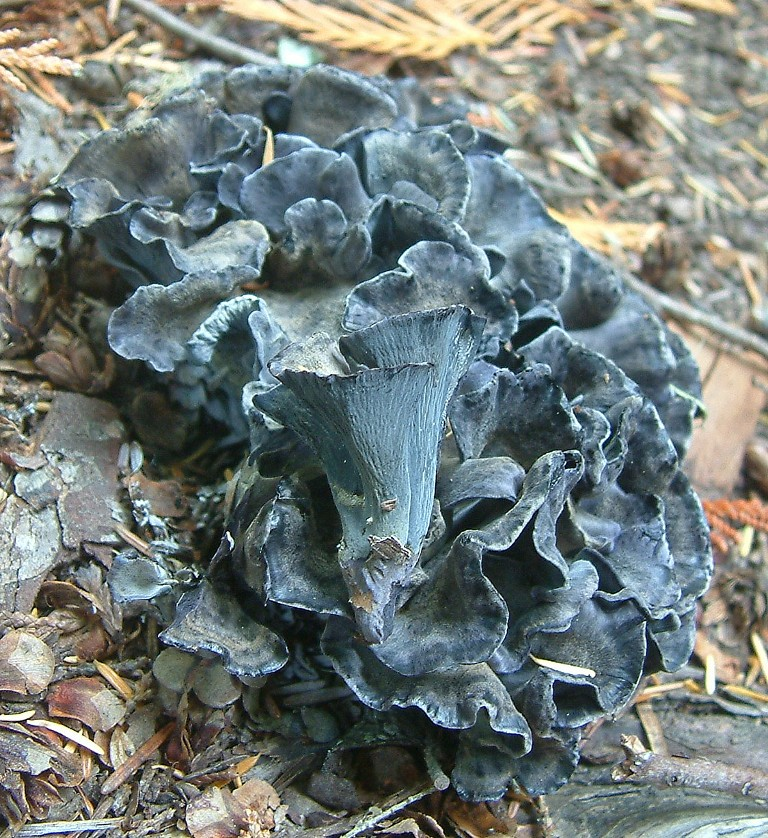
Le genre Polyozellus est une Thelephoraceae.

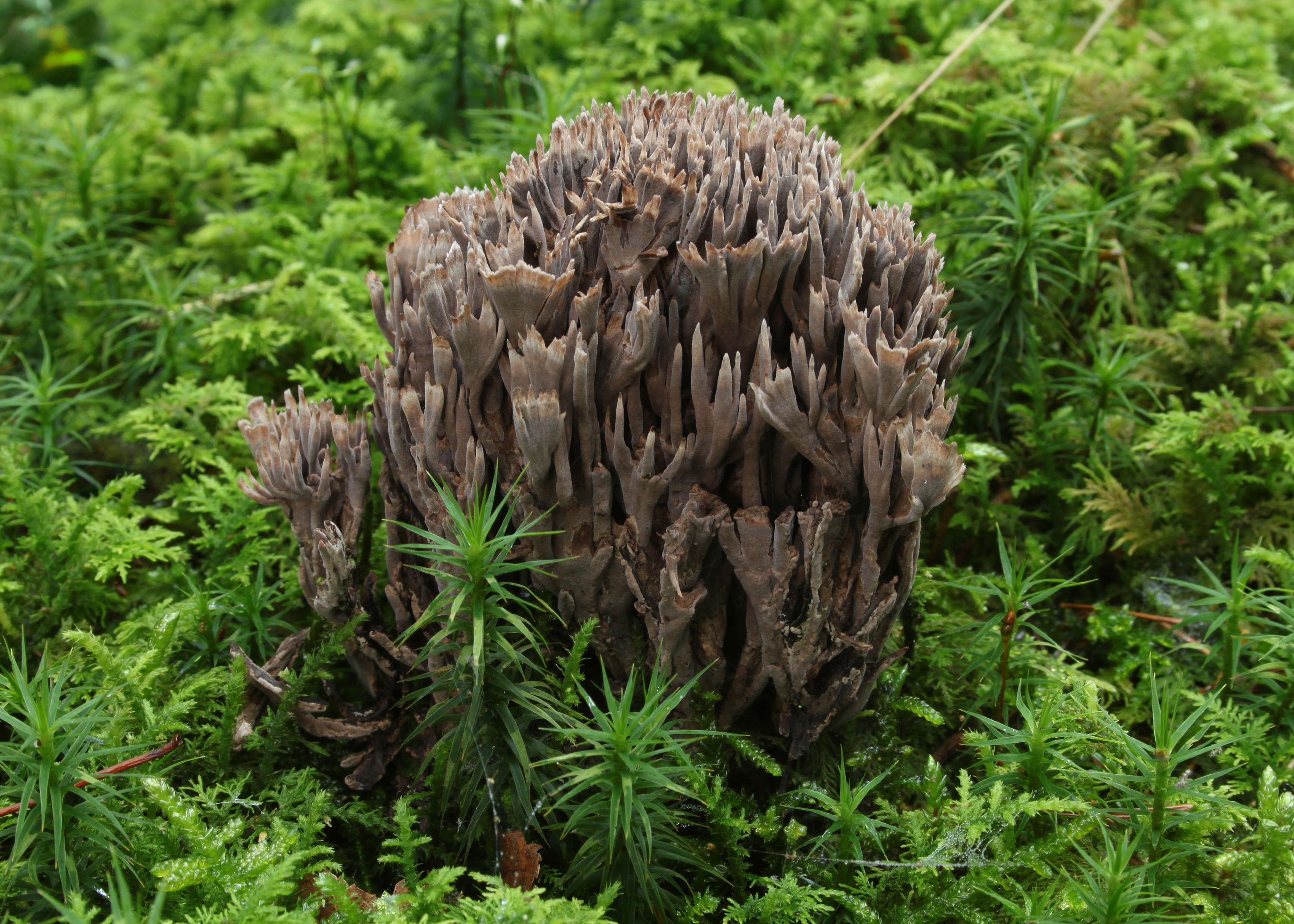
Le genre Thelephora est une Thelephoraceae

- genre Amaurodon
- genre Botryobasidium
- genre Entolomina
- genre Gymnoderma
- genre Hypochnus
- genre Lenzitopsis
- genre Parahaplotrichum
- genre Phanerodontia
- genre Phaneroites
- genre Pleurobasidium
- genre Polyozellus
- genre Pseudotomentella
- genre Skepperia
- genre Thelephora
- genre Tomentella
- genre Tomentellastrum
- genre Tomentellopsis

### Familleincertae sedis
- genre Bubacia
- genre Thelephorella